# Димитър Стаматов
Димитър Симеонов Стама̀тов е български лекар, акушер-гинеколог, преподавател, професор. Наричан е патриарх на българското акушерство и гинекология.

## Биография
Роден е на 12 декември 1871 г. в Шумен. През 1895 г. завършва медицина в Киев. След това специализира в Париж, Санкт Петербург, Берлин и Дрезден. Сред основателите е на Българския лекарски съюз, създаден през 1901 г.
Д-р Стаматов е първият управител на болница „Майчин дом“ в София, от 1903 до 1907 г. В новопостроената сграда той разкрива първоначално три отделения с общо 40 легла (20 акушерски и 20 гинекологични). По-късно успява да създаде самостоятелно инфекциозно отделение. Родилната зала е малка, с едно легло, и е свързана с малка операционна, до която е голямата операционна. Структурно и функционално той устройва болницата така, че осигурява модерен за времето лечебен процес. Освен за подобряването на този процес в болницата, д-р Стаматов предприема постъпки и за канализиране на целия квартал, а също и за превръщане на пустеещото поле пред фасадата ѝ в градина, която съществува и досега.
През юли 1907 г. д-р Стаматов напуска болницата, за да специализира в чужбина. От 1909 до 1942 г. с прекъсвания е директор и преподавател в Акушерското училище в София. Участва в Първата световна война като запасен санитарен капитан, началник на 8-а местна военна болница в 1-ва софийска дивизионна област. За отличия и заслуги през войната е награден с орден „За военна заслуга“, ІV степен. Завежда катедрата по акушерство и гинекология в Медицинския факултет на Софийския университет в периода 1926 – 1942 г. През 1929 г. е избран за професор. Същевременно е директор на Университетската акушеро-гинекологична клиника. Към нея създава първата българска патохистологична лаборатория по гинекология. Почива на 20 август 1943 г.
На негово име е именувана Специализираната болница по акушерство и гинекология за активно лечение във Варна.

## Трудове
Пише първите учебници по акушерство и гинекология – „Основи на гинекологията“ (1929 – 1933, три части) и „Основи на гинекологията“ (1938).
- „Гинекологична симптоматология“ (1926)
- „Към въпроса за разпознаване на младата бременност“ (1928)[1]